# Khu du lịch Quỷ Núi
Khu du lịch Quỷ Núi nằm ở thôn Đạ Nghịt, xã Lát, huyện Lạc Dương, tỉnh Lâm Đồng. Khu du lịch trực thuộc Công ty cổ phần đầu tư & khai thác du lịch QN-SM.

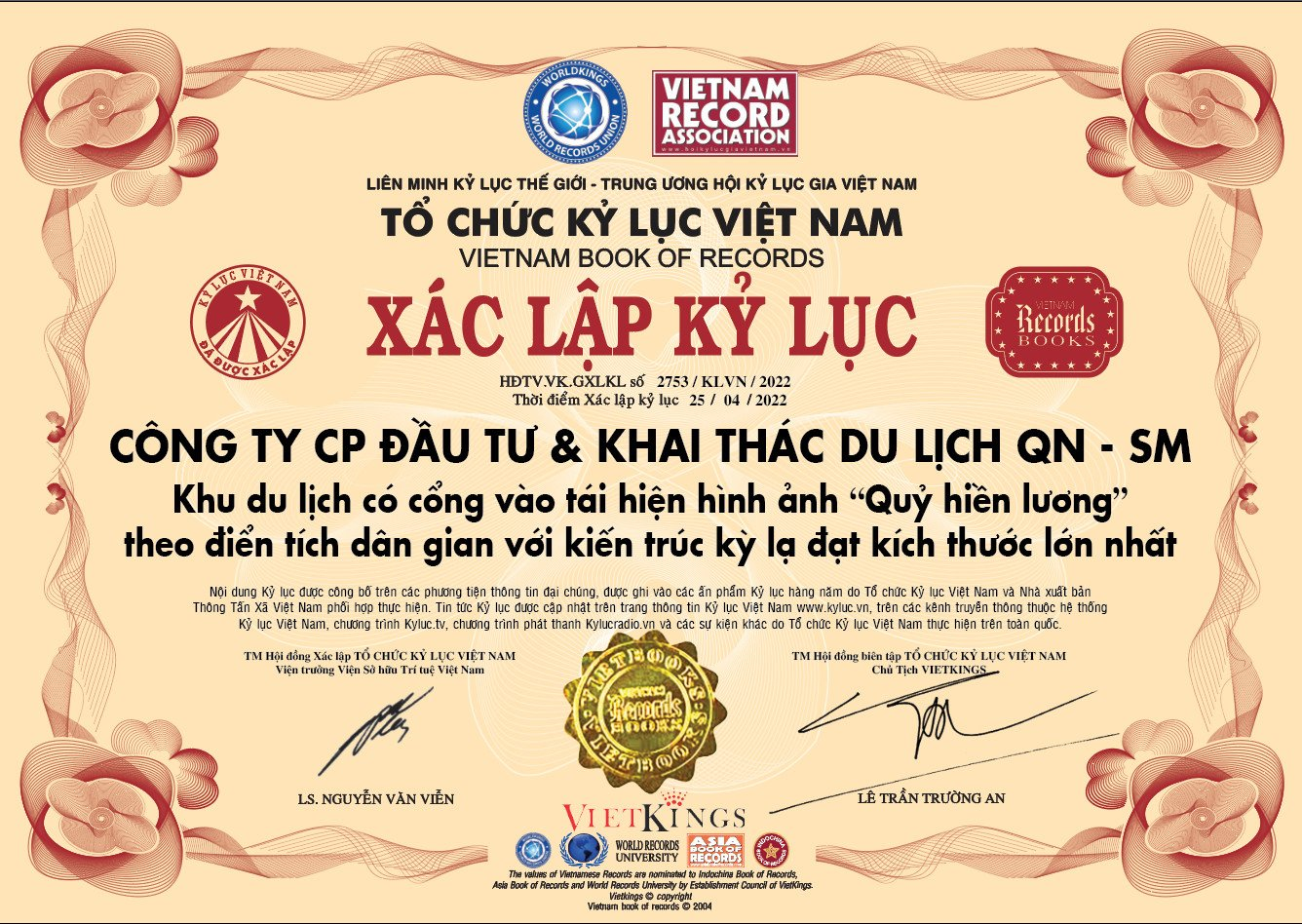
Xác Lập Kỷ Lục Cánh Cổng Khu Du Lịch Tái Hiện Quỷ Hiền Lương Theo Điển Tích Dân Gian Lớn Nhất.

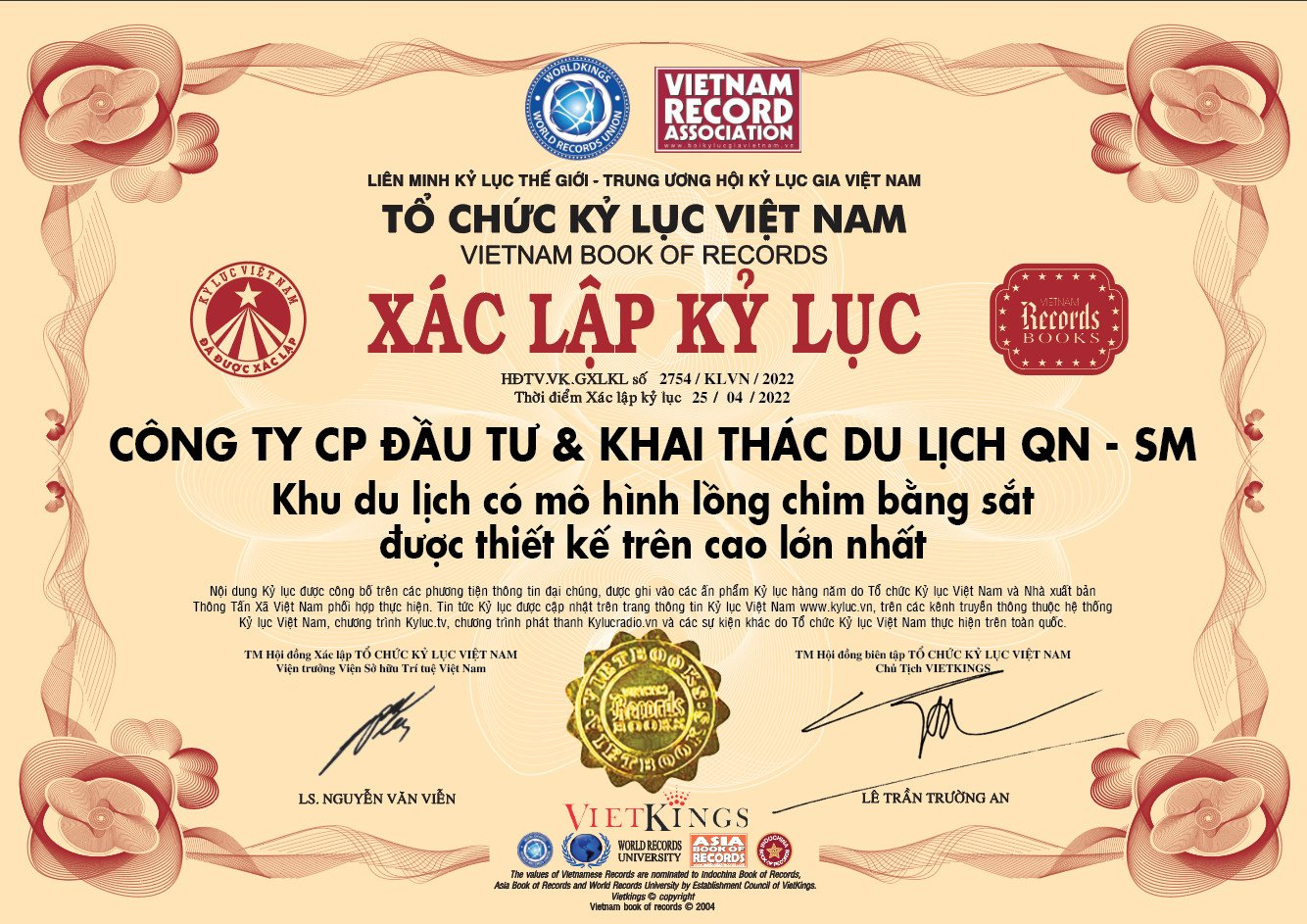
Xác Lập Kỷ Lục Khu Du Lịch có mô hình lồng chim bằng sắt được thiết kế trên cao lớn nhất

Khu du lịch được tổ chức kỷ lục Việt Nam – Vietkings xác lập 2 kỷ lục Việt Nam với nội dung: "Khu du lịch có cổng vào tái hiện hình ảnh "Quỷ hiền lương" theo điển tích dân gian với kiến trúc kỳ lạ đạt kích thước lớn nhất" và "Khu du lịch có mô hình lồng chim bằng sắt được thiết kế trên cao lớn nhất".

## Cảnh quan thiên nhiên

### Thiết kế
Cổng vào Khu du lịch Quỷ Núi được xem là một trong những công trình quái trúc lớn nhất Việt Nam. Lấy ý tưởng từ câu chuyện của một vị cao niên người đồng bào: Quỷ Núi là một con vật to lớn, kỳ dị, hình dáng hung tợn nhưng có tâm tính hiền lương. Đã kịp thời xuất hiện cứu người phụ nữ mang thai thoát chết trong gang tấc và bảo vệ dân làng khỏi bầy thú dữ, an tâm lên nương làm rẫy. Dựa trên cốt truyện tương truyền với ý nghĩa nhân văn sâu sắc, cái tên Quỷ Núi đã chính thức được khơi nguồn cảm hứng từ đây.
Khu du lịch Quỷ Núi được thiết kế theo lối kiến trúc mê lộ và ma trận.

### Công trình
Công trình vỏ sò: Một công trình nghệ thuật làm từ đá, được người đồng bào đãi từ suối và tận tay đính lên. Các công trình đều được làm thủ công từ đá như đường đi, vỏ sò, mái che nhà, 2 bên ven suối,... Với 56 cái ghềnh nước và 33 cây cầu. Không gian nơi đây được điểm xuyến bởi những khúc gỗ đã phong hoá nhiều năm. Đính thêm những nhánh lan rừng trên thân gỗ. Tất cả tạo nên một bức tranh sơn thủy hữu tình lạ mắt.
Thác Quỷ: là thác nước tự nhiên trong vắt được dẫn về từ thượng nguồn. Đây chính là nguồn nước tạo nên sự sống cho các loài thủy sinh tại khu du lịch.
Sân khấu biểu diễn: được thiết kế mô phỏng theo hình dạng đầu quỷ, miệng há lớn. Bên trong là khu vực biểu diễn của các vũ công với các tiết mục cùng điệu nhảy kỳ lạ không giống bất kỳ 1 bộ lạc nào trên thế giới. Nơi đây cũng là địa điểm giao lưu của nghệ sĩ quỷ núi cùng khán giả sau khi kết thúc chương trình.
Nhà Tuyết: được thiết kế theo phong cách châu âu thu nhỏ, với lớp tuyết  trắng mịn, tinh khôi nhân tạo,  nhà tuyết là điểm đến trải nghiệm cuối cùng trong hành trình khám phá Quỷ Núi theo lộ đồ mê lộ và ma trận.  Nơi đây cũng là tọa độ check-in của du khách thập phương giữa chốn thông xanh đại ngàn.